# Caeciliusidae
Famille
Taxons de rang inférieur
- Amphicaeciliinae
- Aphyopsocinae
- Caeciliusinae
- Fuelleborniellinae
- Paracaeciliinae

Synonymes
Caeciliini Kolbe, 1880
Les Caeciliusidae sont une famille d'insectes de l'ordre des Psocoptères appartenant au sous-ordre des Psocomorphes, possédant une nervation alaire d'un type très répandu dans l'ordre (areola postica libre et parabolique). 

## Taxinomie
Les membres de cette famille ont d'abord été classés dans la tribu des Caeciliini, parmi les Psocidae, par Hermann Julius Kolbe en 1880. La tribu a ensuite été portée au rang de famille. 
Cette famille s'est d'abord appelée Caeciliidae, mais a été rebaptisée pour éviter l'homonymie avec la famille amphibienne des Caeciliidae.